# Andres Vilariño
Andres Vilariño, né le 28 septembre 1951, (certaines sources indiquent 1952), est un pilote automobile de courses de côte espagnol.

## Biographie
Il court dans cette discipline depuis 1979, et reste encore en activité en 2013 (rampe de Falperra). 
Il a concouru sur des monoplaces de marques  Lola, Osella et Norma.

## Palmarès

### Titres
- Quadruple Champion d'Europe de la montagne de Catégorie II (consécutivement), en 1989, 1990, 1991 et 1992 (le tout sur Lola T298 Repsol du Groupe C3);
- Quadruple Champion d'Espagne de la montagne, en 1979 (Tourisme), 1980 (Tourisme), 1984 (Lola-BMW) et 1999 (Osella-BMW);
- Trophée FIA du championnat d'Europe de la montagne, en 2007;
- Champion basco-navarrais des rallyes, en 1983;
  - Vice-champion d'Europe de la montagne, en 1988;
  - Vice-champion d'Espagne de la montagne, en 1981 (Tourisme) et 1985;
  - 3e du championnat d'Europe de la montagne, en 1986, 1987 et 1993.

(nb: son fils Ander a remporté quant à lui la Coupe d'Europe de la montagne (FCUP) en 2005 ainsi que le Championnat européen de Catégorie II en 2007 sur Reynard 01L F3000 du Groupe E2... et la course d'Al Fito en 2005 et 2007)

### Principales victoires en Championnat d'Europe de courses de côte
- 1988, 1990, 1992: Pecs;
- 1990, 1991, 1992: rampa da Falperra;
- 1990, 1992, 1993: Rechberg;
- 1990: Trier;
- 1990, 1992: Cesana Sestrieres;
- 1991, 1992: Jaizkibel;
- 1987, 1991, 1992, 1993: Šternberk;
- 1993: val d'Andorra;
- 1996, 1998, 1999, 2000, 2001, 2003: Al Fito.